# Augusti 2013
| Augusti 2013 |
| Månader under 2013: Januari · Februari · Mars · April · Maj · Juni · Juli · Augusti · September · Oktober · November · December ← December 2012 · Januari 2014 → |

## Händelser

### 1 augusti
- Edward Snowden, som läckte information om USA:s National Security Agency, ges ett års tillfällig asyl i Ryssland och kan lämna Sjeremetevos internationella flygplats.

### 2 augusti
- Tuvalus premiärminister Willy Telavi avsätts efter en misstroendeförklaring.
- I Zimbabwe meddelas det att Robert Mugabes parti Zanu-PF har vunnit en majoritet av platserna i parlamentet.
- Vid världsmästerskapen i simsport tar australienska Cate Campbell guld i 100 meter frisim. Svenskan Sarah Sjöström får silver.[1]

### 4 augusti

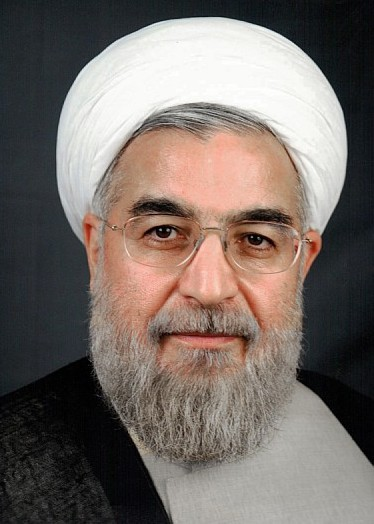
4 augusti: Irans nye president, Hassan Rouhani.

- Hassan Rohani svärs in som Irans president.[2]

### 5 augusti
- The Washington Post meddelar att tidningen kommer säljas till Amazongrundaren Jeff Bezos efter att ha tillhört samma ägarfamilj sedan 1933.[3]

### 8 augusti
- I tidskriften Nature publicerar kinesiska forskare fynd av två däggdjursliknande fossil från mellersta jura-perioden som man givit namnen Arboroharamiya jenkinsi och Megaconus mammaliaformis.

### 11 augusti
- Ibrahim Boubacar Keïta väljs till president i Mali efter presidentvalets andra omgång.

### 14 augusti
- Eurostat meddelar att eurozonen kommit ur en arton månader lång recession efter att man registrerat 0,3% tillväxt under andra kvartalet, i huvudsak hjälpt av Tyskland och Frankrike.[4]

### 15 augusti
- Den tidigare obeskrivna däggdjursarten Olinguito (Bassaricyon neblina) offentliggörs.
- Abeba Aregawi vinner guld på sträckan 1 500 meter vid inomhus-VM i Moskva.

### 22 augusti
- Den kinesiske före detta politikern Bo Xilai ställs inför rätta, anklagad för mutbrott och maktmissbruk.

### 28 augusti
- Skolinspektionen beslutar att riksinternatet Lundsbergs skola ska stängas med omedelbar verkan efter missförhållanden.